# Too Many Crooks
Too Many Crooks è un cortometraggio muto del 1915 scritto e diretto da Al Christie. Prodotto dalla Nestor Film Company e distribuito dalla Universal, aveva come interpreti Jack Dillon, Billie Rhodes, Lee Moran.

## Produzione
Il film - un cortometraggio a una bobina - fu prodotto dalla Nestor Film Company.

## Distribuzione
Distribuito dall'Universal Film Manufacturing Company, il film - un cortometraggio in una bobina - uscì nelle sale cinematografiche degli Stati Uniti il 1º giugno 1915.